# Судовец
Судовец је насељено место у саставу града Новог Марофа у Вараждинској жупанији, Хрватска. До територијалне реорганизације у Хрватској налазио се у саставу старе општине Крижевци.

## Становништво
На попису становништва 2011. године, Судовец је имао 350 становника.

## Попис1991.
На попису становништва 1991. године, насељено место Судовец је имало 441 становника, следећег националног састава:
| Попис 1991.‍ | Попис 1991.‍ | Попис 1991.‍ | Попис 1991.‍ | Попис 1991.‍ |
| ----------- | ----------- | ----------- | ----------- | ----------- |
|             |             |             |             |             |
| Хрвати      | Хрвати      |             | 438         | 99,31%      |
| непознато   | непознато   |             | 3           | 0,68%       |
| укупно: 441 |             |             |             |             |